# Phragmipedium reticulatum
Phragmipedium reticulatum é uma espécie de orquídea terrestre, família Orchidaceae, que habita o Equador e Peru.